# Miengo
Miengo tỉnh và cộng đồng tự trị Cantabria, phía bắc Tây Ban Nha. Đô thị Miengo có diện tích là 24,50 ki-lô-mét vuông, dân số năm 2009 là 4540 người với mật độ 185,31 người/km². Đô thị này có cự ly 21 km so với Santander.